# Tor Isedal
Tor Isedal est un acteur suédois né le 20 juillet 1924 à Norrköping et mort le 18 février 1990 . 

## Filmographie partielle
- 1958 : Rabies d'Ingmar Bergman
- 1960 : La Source (Jungfrukällan) d'Ingmar Bergman
- 1962 : Le Mannequin de cire (Vaxdöckan) d'Arne Mattsson
- 1964 : Bröllopsbesvär d'Åke Falck (en)
- 1966 : Ormen de Hans Abramson
- 1967 : Roseanna de Hans Abramson
- 1970 : Fifi Brindacier et les Pirates (Pippi Långstrump på de sju haven) de Olle Hellbom
- 1970 : Les Brebis du révérend (Kyrkoherden) de Torgny Wickman